# Ozyptila nongae
Ozyptila nongae là một loài nhện trong họ Thomisidae.
Loài này thuộc chi Ozyptila. Ozyptila nongae được Kap Yong Paik miêu tả năm 1974.